# Plumularia goldsteini
Plumularia goldsteini är en nässeldjursart som beskrevs av V.S. Bale 1882. Plumularia goldsteini ingår i släktet Plumularia och familjen Plumulariidae. Inga underarter finns listade i Catalogue of Life.